# Muntanyes Bonai
Les muntanyes Bonai (Bonai Hills) són unes serralades que sobrepassen els 1000 metres d'altura situades al districte de Sundargarh, a Orissa, Índia. Els cims principals eren el Mankarnacha (1.128 metres), el Badamgarh (1.093 metres), el Kumritar (1.082 metres) el Cheliakota i el Kondadhar. Antigament formaven el límit nord de l'estat de Bonai amb l'estat de Gangpur. El riu Brahmani corre per aquestes muntanyes.